# Penicillium fasciculatum
Penicillium fasciculatum är en svampart som beskrevs av Sommerf. 1826. Penicillium fasciculatum ingår i släktet Penicillium och familjen Trichocomaceae.   Inga underarter finns listade i Catalogue of Life.